# Золотарёв, Аким Михайлович
Аки́м Миха́йлович Золотарёв (10 (22) июня 1853 — 19 мая (1 июня) 1912) — русский военачальник, генерал-лейтенант, заслуженный профессор Николаевской академии Генерального штаба, сенатор, военный писатель. Товарищ председателя Русского собрания.

## Биография
Родился в области Войска Донского 10 (22) июня 1853 года.
По окончании Новочеркасской классической гимназии прошёл курс Новочеркасского казачьего юнкерского училища, службу начал хорунжим в лейб-гвардии Атаманском полку. В 1883 году окончил курс Николаевской академии Генерального штаба, недолго был старшим адъютантом 1-го армейского корпуса и с 1886 года стал адъюнкт-профессором, а затем профессором по кафедре статистики и военной географии. В это время им был опубликован ряд ценных работ по избранной им специальности.
Со дня основания Интендантского курса читал там военную географию и статистику, издав записки применительно к потребностям слушателей — будущих интендантов. Как знаток статистики Золотарёв был привлечён в 1896 году к работам по 1-й всероссийской переписи населения; с 1904 года, в течение 7 лет, в качестве директора Центрального статистического комитета, был главным его руководителем и представителем русской статистики на международных статистических конгрессах в Париже, Копенгагене и других. По его инициативе комитет предпринял издание «Ежегодника России», в котором печатались ценные материалы для выяснения экономической жизни России; при нём статистические курсы министерства внутренних дел предполагалось преобразовать в высшее учебное заведение. Особенно интересовался окраинной политикой и в 1906 году явился одним из учредителей и организаторов Русского окраинного общества, в котором до конца жизни был товарищем председателя. 
В 1900 году стал одним из сорока основателей первой монархической организации в России — Русского собрания, и впоследствии занял в ней пост товарища председателя.
В 1911 году был назначен сенатором и присутствовал во II департаменте; одновременно, состоял членом статистического комитета при министерстве внутренних дел. Был почётным членом конференции Николаевской академии Генерального штаба.
Умер 19 мая (1 июня) 1912 года.

## Семья
Жена — Надежда Евгеньевна (ок. 1850 — 30.10.1915). Их дети:
- Михаил (21.01.1886, Санкт-Петербург) — 1934, Белград) — полковник Генерального штаба; окончил Николаевское инженерное училище (1905), Николаевскую военную академию  (1910). В 1913 году служил в Санкт-Петербурге, штабс-капитан. К лету 1914 года — обер-офицер для поручений при штабе Кавказского военного округа, в Первую мировую войну — на Кавказском фронте. В 1916–1917 годах — старший адъютант штаба Карсской крепости, штаб-офицер штаба 6-го армейского корпуса. Полковник с 15.08.1917 года. В Гражданскую войну с августа 1918 года — в Донской армии, начальник штаба 4-й Донской отдельной погранбригады до мая 1919 года. Затем — во ВСЮР. Эвакуирован с семьёй на Лемнос в конце марта 1920 года. В начале августа 1920 года перебрался в Крым в Русскую армию. Имел ордена Св. Станислава 3-й степени с мечами и бантом (1916), Св. Анны 3-й степени с мечами и бантом и 4-й степени с надписью «За храбрость». В ноябре 1920 года эвакуирован в Константинополь. Затем — в эмиграции в Югославии. Жена — Софья Николаевна, урожд. Ефремова; дети: Иоаким (1910—?), Екатерина (14.02.1914—1920, Лемнос).
- Ольга (16.03.1888—?)
- Евгений (10.09.1889—?)
- Екатерина (05.04.1896—?)